# إقفار الكلية
إقفار الكُلية أو نقص تروية الكلية (بالإنجليزية: Renal ischemia)‏ هوَ نقص في الدم الواصل لإحدى أو كلا الكُليتين أو الوحدة الأنبوبية الكلوية، وعادةً ما يكون بسبب انسداد وظيفي أو انسداد حاد في أحد الأوعية الدموية.